# Комисия „Барозо I“
Комисия Барозо I е името на първата Европейска комисия (ЕК) с председател Жозе Мануел Барозо с мандат от 22 ноември 2004 г. до 31 октомври 2009 г.

## Първоначален състав
Това е първата комисия функционираща с увеличен състав от 25 члена след разширяването на ЕС през 2004 г., а така също и първата, в която по-големите държави членки разполагат само с по един представител.
| Ресор                                                                                       | Комисар               | Страна-членка  | Партия                                                                                                   | Снимка |
| ------------------------------------------------------------------------------------------- | --------------------- | -------------- | --- | ------ |
| Председател                                                                                 | Жозе Мануел Барозо    | Португалия     | Европейска народна партия                                                                                |        |
| Първи заместник-председател; Междуинституционални отношения и администрация                 | Марго Валстрьом       | Швеция         | Партия на европейските социалисти На национално ниво: Социалдемократическа работническа партия на Швеция |        |
| Заместник-председател; Промишленост и предприемачество                                      | Гюнтер Ферхойген      | Германия       | Партия на европейските социалисти На национално ниво: Германска социалдемократическа партия              |        |
| Заместник-председател; Правосъдие, свобода и сигурност(до април 2008)                       | Франко Фратини        | Италия         | Европейска народна партия На национално ниво: Народът на свободата                                       |        |
| Заместник-председател; Транспорт(от април 2008)                                             | Антонио Таяни         | Италия         | ЕНП На национално ниво: Народът на свободата                                                             |        |
| Заместник-председател; Транспорт(до април 2008, след което Правосъдие, свобода и сигурност) | Жак Баро              | Франция        | Европейска народна партия На национално ниво: Съюз за народно движение                                   |        |
| Заместник-председател; Aдминистративни въпроси, одит и антикорупция                         | Сиим Калас            | Естония        | Либерали На национално ниво: Естонска Реформистка Партия                                                 |        |
| Икономически и парични въпроси                                                              | Хоакин Алмуния        | Испания        | Социалисти На национално ниво: Испанска Социалистическа Работническа Партия                              |        |
| Вътрешен пазар и услуги                                                                     | Чарли Маккрийви       | Ирландия       | Либерали На национално ниво: Фиана Фел                                                                   |        |
| Конкуренция                                                                                 | Нели Крус             | Нидерландия    | Либерали На национално ниво: Народна партия за свобода и демокрация                                      |        |
| Земеделие и селско развитие                                                                 | Мариан Фишер Бьол     | Дания          | Либерали На национално ниво: Левица                                                                      |        |
| Търговия(до октомври 2008)                                                                  | Питър Манделсън       | Великобритания | Социалисти На национално ниво: Лейбъристка партия                                                        |        |
| Търговия(от октомври 2008)                                                                  | Катрин Аштън          | Великобритания | Партия на европейските социалисти На национално ниво: Лейбъристка партия                                 |        |
| Риболов и морски въпроси                                                                    | Джо Борг              | Малта          | ЕНП На национално ниво: Националистическа партия                                                         |        |
| Околна среда                                                                                | Ставрос Димас         | Гърция         | ЕНП На национално ниво: Нова демокрация                                                                  |        |
| Здравеопазване(до март 2008) и Защита на потребителите(до януари 2007)                      | Маркос Киприану       | Кипър          | Либерали На национално ниво: Демократическа партия                                                       |        |
| Здравеопазване(от март 2008)                                                                | Андрула Василиу       | Кипър          | Либерали На национално ниво: Демократическа партия                                                       |        |
| Развитие и хуманитарна помощ(до юли 2009)                                                   | Луи Мишел             | Белгия         | Либерали На национално ниво: Реформаторско движение                                                      |        |
| Развитие и хуманитарна помощ(от юли 2009)                                                   | Карел де Гьохт        | Белгия         | Либерали На национално ниво: Открити фламандски либерали и демократи                                     |        |
| Разширяване                                                                                 | Оли Рен               | Финландия      | Либерали На национално ниво: Финландски център                                                           |        |
| Заетост, социални въпроси и равни възможности                                               | Владимир Шпидла       | Чехия          | Социалисти На национално ниво: Социалдемократическа Партия                                               |        |
| Данъчен и митнически съюз                                                                   | Ласло Ковач (Унгария) | Унгария        | Социалисти На национално ниво: Унгарска социалистическа партия                                           |        |
| Финансово планиране и бюджет(до юли 2009)                                                   | Далия Грибаускайте    | Литва          | Независим                                                                                                |        |
| Финансово планиране и бюджет(от юли 2009)                                                   | Алгирдас Шемета       | Литва          | Независим                                                                                                |        |
| Външни отношения и европейска политика на добросъседство                                    | Бенита Фереро-Валднер | Австрия        | ЕНП На национално ниво: Австрийска народна партия                                                        |        |
| Образование, обучение, култура и многоезичие(до януари 2007)                                | Ян Фигел              | Словакия       | ЕНП На национално ниво: Християндемократическо движение                                                  |        |
| Регионална политика(до юли 2009)                                                            | Данута Хюбнер         | Полша          | Независим                                                                                                |        |
| Регионална политика(от юли 2009)                                                            | Павел Самецки         | Полша          | Независим                                                                                                |        |
| Енергетика                                                                                  | Андрис Пиебалгс       | Латвия         | ЕНП На национално ниво: Латвийският път                                                                  |        |
| Наука и изследвания                                                                         | Янез Поточник         | Словения       | Независим                                                                                                |        |
| Информационно общество и медии                                                              | Вивиан Рединг         | Люксембург     | Народна Партия                                                                                           |        |

| * | Легенда: [ 6 ] Ляво ориентирани (ПЕС) - [ 8 ] Центристи (АЛДЕ) - [ 8 ] Дясно ориентирани (ЕНП) и 3 независими |

## След присъединяването на България и Румъния
Поради влизането на България и Румъния в Европейския съюз ЕК се разширява, включвайки и техни представители.
| Ресор                                      | Комисар        | Страна-членка | Партия                                          | Снимка |  |
| ------------------------------------------ | -------------- | ------------- | ----------------------------------------------- | ------ |  |
| Защита на потребителите(от януари 2007 г.) | Меглена Кунева | България      | Либерали На национално ниво: предложена от НДСВ |        |  |
| Многоезичие                                | Леонард Орбан  | Румъния       | Независим                                       |        |  |

| * | Легенда: [ 6 ] Ляво приентирани (ПЕС) - [ 8 ] Центристи (АЛДЕ) - [ 13 ] Дясно ориентирани (ЕНП) |